# Nébuleuse de Mérope
Ne doit pas être confondu avec Nébuleuse de Mérope de Barnard.
La nébuleuse de Mérope, également connue sous le nom de NGC 1435 et nébuleuse Tempel, est une nébuleuse par réflexion diffuse, peut-être un rémanent de supernova, située dans l'amas d'étoiles des Pléiades et entourant l'étoile Mérope. NGC 1435 a été découvert le 19 octobre 1859 à l'observatoire de Marseille par l'astronome allemand Wilhelm Tempel. John Herschel la décrit comme une très faible nébuleuse de la taille de la pleine Lune dans le New General Catalogue (NGC)[réf. souhaitée].

## Description
La nébuleuse de Mérope a une magnitude apparente variant entre 13 et 16. Elle est entièrement éclairée par l'étoile Mérope et contient une sous-nébuleuse très lumineuse, IC 349, d'une taille d'environ une demi minute d'arc. Elle apparaît en bleu sur les photos en raison de la fine poussière de carbone présente dans le nuage.

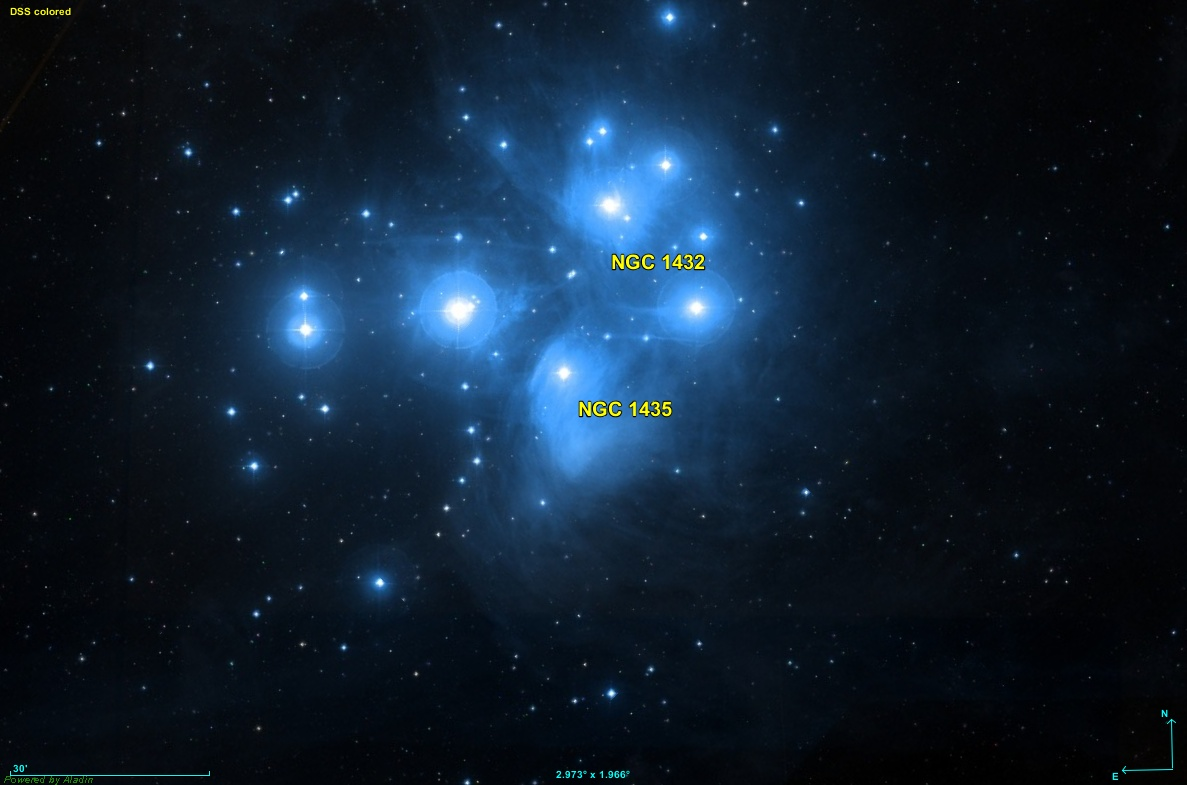
Position de la nébuleuse de Mérope dans l'amas des Pléiades.